# Révfülöp
Révfülöp là một làng thuộc hạt Veszprém, Hungary. Làng này có diện tích 10,36 km², dân số năm 2010 là 1113 người, mật độ 107 người/km².